# الاستحواذ على الكفاءات
تصغير
الإستحواذ على الكفاءات acqui-hiring أو acq-hiring (مزيج من الكلمتين "acquisition" و "hiring") أو الإستحواذ على المواهب
هي عملية الإستحواذ على شركة للحصول على موظفيها ذو الكفاءات العالية دون إظهار أي اهتمام في منتجاتها وخدماتها الحالية أو استمرار تشغيلها.
```
بعض المدونات المهتمة بالتكنولوجيا تطلق عليها 'acqhired'. كما تقول الشركة التي تقوم بالشراء أنها عملية استحواذ على الكفاءات و عادة ما تأتي بالسعر (التكلفة) لكل شخص، 
و ذكرت صحيفة نيويورك تايمز في صفحة واحة قصة تصف هذه الظاهرة في 17 مايو 2011.
[
3
]
```

توفر عملية الاستحواذ على الكفاءات استراتيجية خروج ملائمة نسبيا للموظفين (ذوي الكفاءة) الذين يتمتعون بمكانة شرائية من قبل شركة أكبر، مقترنة مع عملية التوظيف النموذجي.
في سبتمبر 2010، قام الباحث اللغوي Ben Zimmer، في مقال نشر على موقع Visual Thesaurus، بتتبع أصل العبارة "acq-hire" بالرجوع إلى مدونة 
نشرت في 2005.
أصبح الإستحواذ على الكفاءات شائعاً بشكل متزايد في الشركات الناشئة المدعومة برأس المال الجريء و خاصة في قطاع التكنولوجيا التنافسي؛ فبحلول مارس 2013 كان الفيسبوك أكبر المؤدين في عملية الإستحواذ على الكفاءات في 12 شركة على مدى الخمسة فترات المالية الماضية.
و يحتل موقع تويتر، ياهو، قوقل، مرتبة في التصنيف بجانب فيسبوك كمستخدمين رئيسين في الإستحواذ.
يتم تسهيل الإستحواذ على الكفاءات عن طريق الحصول على المصادر -عملية تحديد الشركات التي توافق أن يتم الإستحواذ عليها.

## أسباب الاستحوتذ
هناك العديد من الأسباب التي تجعل الشركات تخوض في الإستحواذ. تتضمن هذة الأسباب المساعدة في الحد من مخاطر التقاضي أو الدعاوى، و الحد من الإنفاق النقدي عند تعيين مجموعة كبيرة 
من الموظفين، أو إخفاء فشل الشركات الناشئة من العامة.

## هل الإستحواذ على الكفاءات يتناسب مع شركتك؟
على الرغم من أن الإستحواذ يعد حديث و يبدو ان الشركات تتحول لهذا الإتجاه، إلا أنه يجب التفكير فيما إذا كانت الشركة مناسبة لعملية الإستحواذ أم لا. هناك بعض العوامل التي يجب و ضعها في الاعتبار مثلا، 
يجب على الشركة التأكد من أن هناك حاجه لعدد ضخم من الموظفين قبل الخوض في الإستحواذ، كما يجب أن يكون الوصول سهل 
لعملاء الشركة التي تنوي الإستحواذ عليها، و أخيرا عندما تنوي شركة كبيرة نسبيا التغلب على الشركات الأصغر
منها للحصول على موظفي هذه الشركة.